# 조르주 소렐
조르주 외젠 소렐(프랑스어: Georges Eugène Sorel, 1847년 11월 2일 ~ 1922년 8월 29일)은 프랑스의 철학자이자 혁명적 생디칼리즘 이론가이다. 그는 마르크스주의의 유물론, 프롤레타리아 국제주의에 대해 반대했고, 대신에 마르크스주의의 사회주의적 목적성과, 자본주의 비판에 대해서는 수용했다. 그는 사회주의, 국가주의, 민족주의, 반자본주의 등을 결합한 국민생디칼리즘의 창시자였고, 무솔리니에 의해 '파시즘의 가장 중요한 정신적인 아버지'라 불렸다. 무솔리니는 "내가 가장 큰 빚을 진 이는 바로 소렐이다"라며 그에 대한 흠모의 감정을 숨기지 않은 사실은 유명하다. 또 프랑스 파시스트당의 창립자인 조르주 발루아(Georges Valois)는 소렐이 파시즘의 정신적 시조로 간주하고 "파시즘의 진정한 지적, 감정적 기원은 소렐의 사회주의이다"고 지적했다.

## 생애
소렐은 파산한 포도주 상인의 아들로 체어보크에서 태어났다. 그는 파리의 에콜 폴리테크니크에서 공부했다. 공공사업부의 기사장이 되었고 1892년 은퇴했다. 그는 처음 사회주의와 맑스주의 이론가로 시작하여드레퓌스 사건 동안에 드레퓌스파 쪽에서 활동했다가 나중에 반유대주의와 극우 왕정주의자로 돌아섰다. 또 말년에는 볼세비키 혁명과 레닌을 극찬하였다. 즉, 극우 파시즘과 좌익 사회주의를 동시에 넘나든 인물이다.
소렐은 안토니오 라브리올라와 친분이 있었고 라브리올라의 《역사에 대한 유물론적 개념에 대한 수필》의 프랑스어판 서문도 썼다. 비록 라브리올라가 소렐의 책을 비판했지만, 빌프레도 파레토나 베네디토 크로체 같은 이탈리아 사상가들은 그의 책을 칭찬했다. 그는 파시즘의 선구자 역할을 했던 이탈리아 민족주의-생디칼리스트 운동과 연계되기도 했다.

## 사상
소렐은 1890년대 정통 마르크스주의를 받아들이기 전까지 정치적으로 군주주의자이자 전통주의자였다. 그리고 보수주의와 관련된 가치를 지지했다.
소렐은 초기 작품들에서 마르크스주의 이론의 허점이라고 믿었던 것들을 보충하기 위해 노력했다. 그러나 궁극적으로 그는 마르크스주의의 극단적인 변종을 만들었다. 그는 마르크스의 합리주의와 유토피아적 성향이라 생각한 경향을 비판했다. 그러한 경향이, 그가 생각하기에 프랑스 혁명의 정신보다 초기 기독교 정신과 가깝다고 여긴 철학이었던 마르크스주의의 비관적이고 비합리적인 중요점과 어울리지 않는다고 믿었기 때문이다. 그는 역사유물론, 변증법적 유물론, 프롤레타리아 국제주의 같은 마르크스주의 이론을 거부했다. 그는 전통 마르크스주의자들처럼 마르크스주의를 과학적 의미에서 '참'이라 보지 않았다. 그에게 마르크스주의는 치명적으로 쇠퇴한 사회에서 프롤레타리아를 위한 구원을 약속했다는 점에서 참이었다.
소렐은 바쿠닌의 아나코코뮤니즘(anarcho-communism)를 지지하게 되었다. 소렐은 프루동처럼 사회주의를 근본적으로 도덕적 질문으로 보았다. 신화의 중요성을 밝혀내고 과학적 유물론을 비판한 베르그송, 니체에게서 발견할 수 있는 위대함에 대한 예찬과 평범함에 대한 증오와 토크빌, 타이네, 르낭 같은 자유주의적 보수주의자들에게서 발견할 수 있는 민주주의의 잠재적 부패성을 깨닫는 능력이 그에게 많은 영향을 끼쳤다. 사회민주주의에 대한 그의 경멸에도 불구, 소렐은 베른슈타인을 크게 존경했고 정통 마르크스주의에 대한 그의 비판에 대부분 동의했다.
소렐은 주의주의적 마르크스주의자였다. 그는 필연적이고 혁명적인 변화를 믿는 마르크스주의자들을 거부했다. 대신 그는 의지의 중요성을 강조하며 직접적인 행동을 좋아했다. 소렐은 "직접적인 행동"이라는 구호를 만들어내기도 했다. 이 직접적인 행동에는 생산수단에 대한 노동자들의 지배를 이루기 위한 총파업, 보이콧, 사보타주, 자본주의에 대한 방해를 포함했다. 소렐은 현존하는 질서를 급진적이고 폭력적으로 전복하는 것이야 말로 좀 더 나은 미래로 가는 확실한 길이라고 믿었다. 대중을 일치된 행동으로 동요시키기 위해 의도적으로 고안된 '신화'의 필요성에 대한 소렐의 믿음은 1920년대 대중 파시즘 운동으로 실현되었다. "신화"라는 관념의 인식론적 지위는 어느 정도 중요하다. 그것은 한 가지 근본적인 특성을 가진 작업가설의 인식론적 지위와도 같다. 우리는 이 가설을 "진리"와 얼마나 가까운가로 평가하지 않고 가설에서 유래한 실현가능한 영향력으로 평가한다. 따라서 소렐의 관점에서 정치적 신화가 중요한가 그렇지 아니한가는 인간을 정치적 행동(인간이 숭고한 특성들로 가득찬 윤리적 삶으로 고양되고 해방을 달성하기 위한 유일한 방법)으로 동원하는 신화의 능력을 기준으로 판단되어야 한다. 소렐은 총파업이라는 신화가 노동 계급에게 연대, 계급 의식, 혁명적 생기를 불어넣는 데 기여하리라고 믿었다. 한편 파시스트들이 호소한 신화는 국가에 대한 신화였다.
소렐은 변화를 위한 유일한 방법은 힘의 적용을 통한 것이라는 프랑스 사회의 자코뱅 전통을 반영했다. 그는 부르주아 민주주의를 공격한 샤를 모라스, 악시옹 프랑세즈, 레닌, 무솔리니를 칭찬했다. 죽을 때, 그는 파시즘과 볼셰비즘에 대해 양면적인 태도를 보였다. 소렐을 우파 사상가로 볼 것인가, 좌파 사상가로 볼 것인가에 대한 것은 논쟁 중이다. 이탈리아 파시스트들은 소렐을 선구자로 칭찬했으나, 파시스트들이 만든 독재 정부는 소렐의 믿음과는 반대되는 것이었다. 한편 그는 초기 이탈리아 공산주의자들의 중요한 시금석이었는데, 그들은 소렐을 프롤레타리아 이론가로 봤다. 그의 사상은 아나코생디칼리즘(anarcho-syndicalism)에 중요한 기여를 했다.
소렐은 유럽 정치학의 역사에서 중요한 인물이다. 그의 사상이 1830년에서 1930년대의 아나키즘, 사회주의, 생디칼리즘, 공산주의, 마르크스주의, 민족주의라는 사상들의 상호보완(때로는 혼란마저도)을 반영하기 때문이다.

## 참고 자료
- 이 문서에는 다음커뮤니케이션(현 카카오)에서 GFDL 또는 CC-SA 라이선스로 배포한 글로벌 세계대백과사전의 내용을 기초로 작성된 글이 포함되어 있습니다.